# Talang Padang (Buay Pemaca)
Talang Padang is een bestuurslaag in het regentschap Ogan Komering Ulu Selatan van de provincie Zuid-Sumatra, Indonesië. Talang Padang telt 2010 inwoners (volkstelling 2010).